# Cyclochlamys australensis
Cyclochlamys australensis is een tweekleppigensoort uit de familie van de Cyclochlamydidae. De wetenschappelijke naam van de soort is voor het eerst geldig gepubliceerd in 2010 door Dijkstra & Maestrati.